# Idar (Idar-Oberstein)
Idar ist ein Stadtteil der Stadt Idar-Oberstein im Landkreis Birkenfeld in Rheinland-Pfalz. Es bildet einen Teil des Kernstadtbereichs.

## Geographische Lage
Idar liegt im zum Oberen Nahebergland gehörenden Naturraum Idarvorberge. Es besteht aus den Bereichen Altstadt, Lay, Finkenberg und Vollmersbachtal. Durch Idar läuft der Idarbach. Benachbarte Stadtteile sind Regulshausen im Nordnordosten, Göttschied im Osten, Oberstein im Südsüdosten, Algenrodt im Westen und Tiefenstein im Nordwesten. Außerdem grenzt im Norden die Ortsgemeinde Vollmersbach an.

## Geschichte
Die Besiedlung von Idar kann bis in früheste Zeit durch Bodenfunde nachgewiesen werden. Der Ort Idar rechts des Idarbachs gehörte mit den Orten Enzweiler, Algenrodt, Mackenrodt, Hettenrodt, Hettstein, Obertiefenbach und Kirschweiler zum Idarbann. Das Gebiet gehörte überwiegend den Herren von Oberstein und teilt damit die Geschichte mit Oberstein, doch hatten insbesondere in Tiefenbach und Kirschweiler die Wild- und Rheingrafen sowie die Abtei Tholey Güter und sonstige Rechte. 1865 wurde Idar das Stadtrecht verliehen. Am 1. Oktober 1933 wurde Idar mit seinen Nachbargemeinden zur Stadt Idar-Oberstein zusammengefasst und diese 1969/1970 um weitere Stadtteile ergänzt.

## Infrastruktur

### Ortsbild und Verkehr

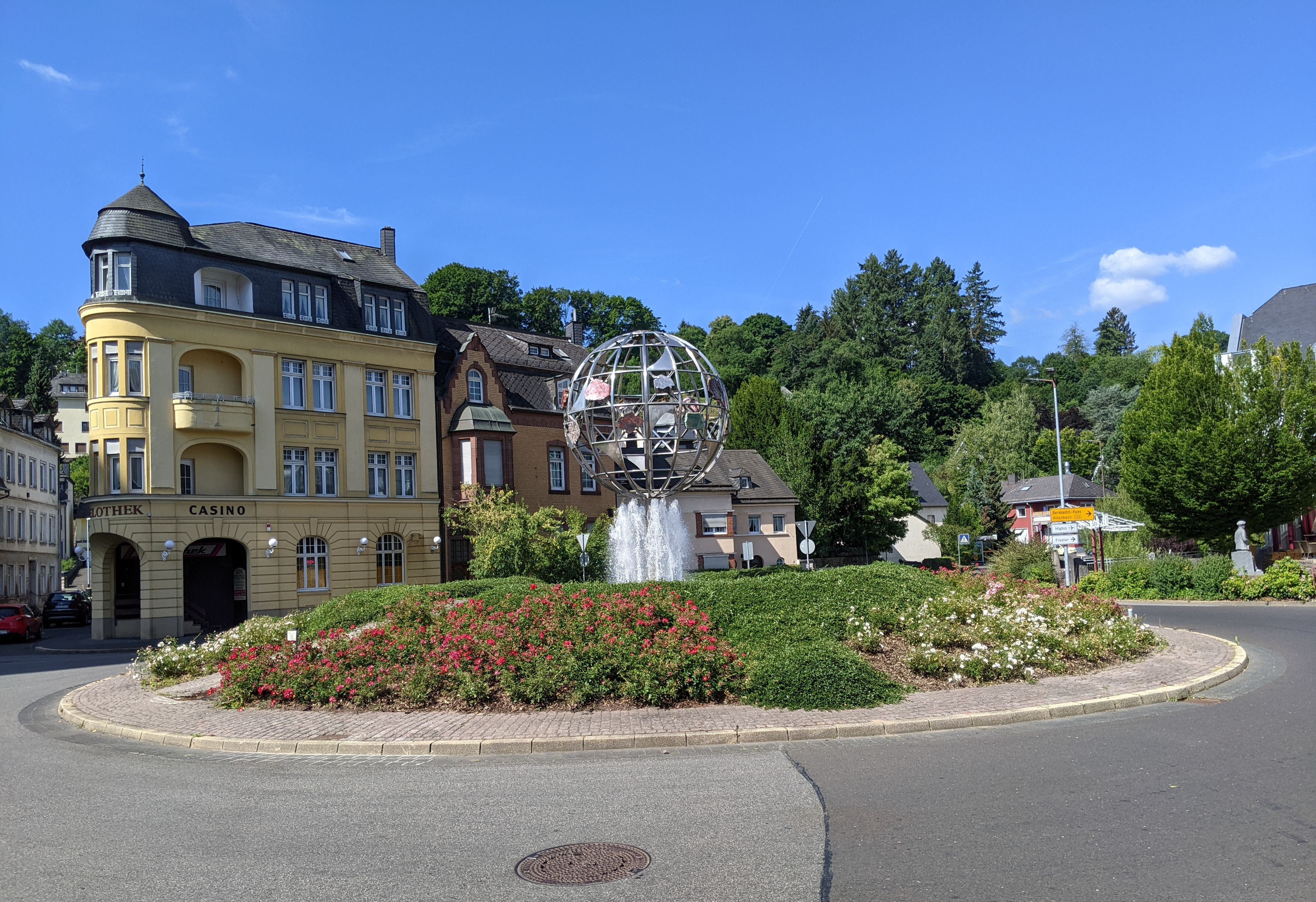
Schleiferplatz

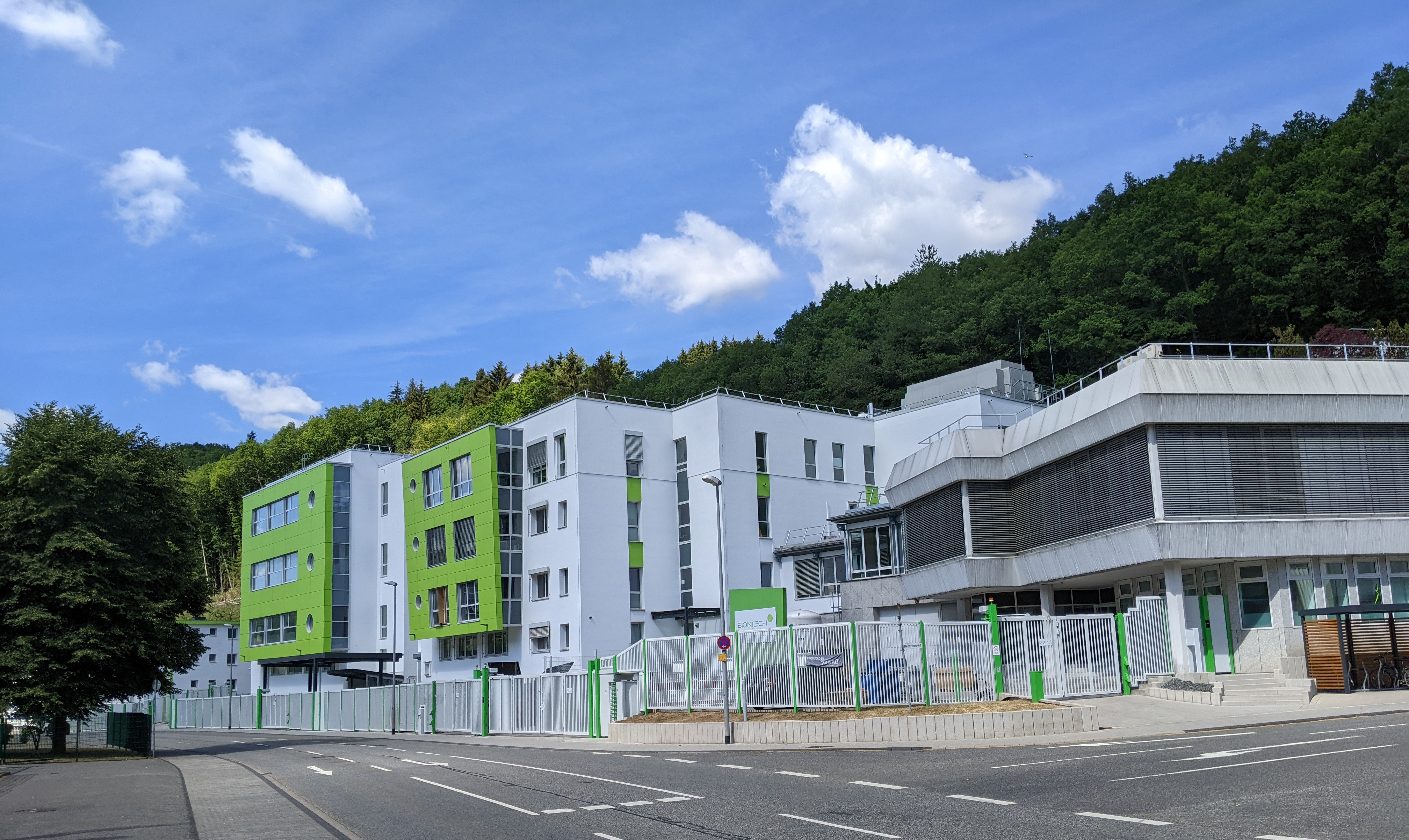
Biontech

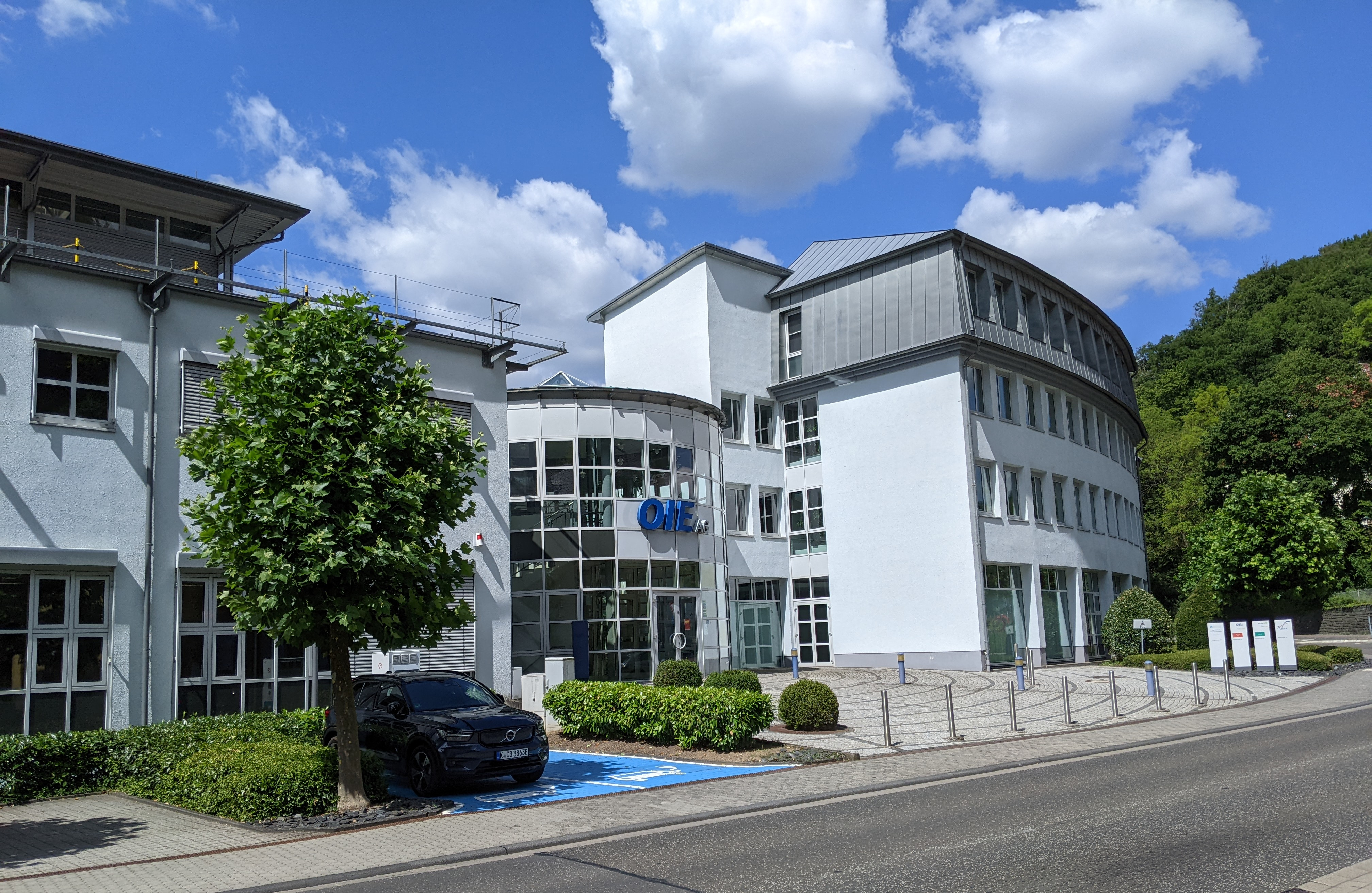
OIE-AG

Zentral in Idar liegt der Schleiferplatz, der Teil der Fußgängerzone ist und zum Maler-Wild-Platz führt. Geprägt ist das Erscheinungsbild des Stadtteils durch das Gebäude der Diamant- und Edelsteinbörse Idar-Oberstein (Börsenhochhaus), den Edelsteinkreisel sowie die Fissler-Werke. In Idar existieren viele kaufmännische Betriebe die im Edelsteinhadel tätig sind. An der Hauptstraße steht das Deutsche Edelsteinmuseum. Der Bereich Lay ist ein durch Wohnbebauung geprägter Teil Idars, in dem auch das städtische Fußballstadion Im Haag liegt. Finkenberg ist ein Industriegebiet mit mehreren Unternehmen. Das Vollmersbachtal ist ein Schulzentrum das in ein Gewerbegebiet übergeht. In Idar liegt mit dem Gymnasium an der Heinzenwies das zweite allgemeinbildende Gymnasium der Stadt; außerdem die Realschule Plus, die Berufsbildende Schule für Wirtschaft, die Harald-Fissler-Schule und die Fachhochschule für Edelstein- und Schmuckdesign. An der Grenze zwischen Lay und Vollmersbachtal steht der Bismarckturm. In Idar bestehen mehrere Kindertagesstätten die teilweise in städtischer und kirchlicher Trägerschaft stehen. Die Ortschaft hat einen großen Zentralfriedhof. Neben der Grundschule Heidensteil steht eine Mehrzweckhalle.
Die IHK Koblenz hat ihre Geschäftsstelle für den Landkreis Birkenfeld an der Hauptstraße, dort ist auch der Bundesverband der Edelstein- und Diamantindustrie angesiedelt. Das Bildungswerk Sport des LSB Rheinland-Pfalz unterhält in der Hohwies ein Beratungszentrum. Die OIE-AG, eine Tochtergesellschaft der RWE hat ihre Unternehmenszentrale in Hauptstraße, dort befindet sich auch das Regionalkundencenter der AOK. Der Kreisverband der CDU betreibt seine Geschäftsstelle an der Kobachstraße. Der Kirchenkreis Obere Nahe hat seinen Verwaltungssitzung an der Vollmersbachstraße. Das Jobcenter des Landkreises Birkenfeld steht an der Hauptstraße.
Durch Idar führt im Abschnitt Tiefenstein–Idar–Oberstein die Bundesstraße 422. Die Verkehrsgesellschaft Idar-Oberstein fährt den Stadtteil mit mehreren Linien vom zentralen Busbahnhof aus an, der im Stadtteil Oberstein am Bahnhof Idar-Oberstein liegt.

### Bauobjekte
- Alte Gewerbehalle
- Bismarckturm
- Deutsches Edelsteinmuseum
- Diamant- und Edelsteinbörse Idar-Oberstein (Börsenhochhaus)

Sportanlage
- Stadion Im Haag

Schulen
- Berufsbildende Schule für Wirtschaft
- Fachhochschule für Edelstein- und Schmuckdesign
- Grundschule Heidensteil
- Gymnasium an der Heinzenwies (Heinzenwiesgymnasium)
- Harald-Fissler-Schule
- Marktschule

Siehe auch: Liste der Kulturdenkmäler in Idar-Oberstein

### Vereine
- Aquarienfreunde 1978 e. V. Idar
- Brieftaubenzuchtverein Diamant
- Bürgergemeinschaft Idar e. V.
- DLRG Idar-Oberstein e. V.
- Förderverein Bismarckturm e. V.
- Gartenbauverein Idar
- Siedlergemeinschaft Idar e. V.
- Sportclub 07 Idar-Oberstein e. V.
- Sportkegler Idar-Oberstein
- Schützenverein 1858 e. V.
- Idarer Turnverein 1873 e. V.
- Idarer Karnevalsgesellschaft e. V.
- Kasionogesellschaft Idar
- Musikverein 1861 Idar-Oberstein e. V.
- Wirtschaftsjunioren Idar-Oberstein

## Regelmäßige Veranstaltungen
- Bismarckturmfest
- Idarer Lokalschwank
- Jazztage Idar-Oberstein
- Karnevalssitzung der IKG
- Schützenfest
- Spießbratenfest